# Mametina
Mametina is een geslacht van wantsen uit de familie van de Reduviidae (Roofwantsen). Het geslacht werd voor het eerst wetenschappelijk beschreven door André Villiers in 1964.

## Soorten
Het genus bevat de volgende soorten:

- Mametina marmorata Villiers, 1964
- Mametina vinsoni Villiers, 1964